# Radianthus papillosa
Radianthus papillosa is een zeeanemonensoort uit de familie Stoichactidae.
Radianthus papillosa is voor het eerst wetenschappelijk beschreven door Kwietniewski in 1897.